# Las Ligas Menores
Las Ligas Menores est un groupe argentin de rock indépendant, originaire de Buenos Aires.

## Histoire
Le groupe est formé à Buenos Aires. Après avoir joué dans différentes salles de Buenos Aires, le groupe décide d'enregistrer six de ses chansons, qui allaient devenir leur premier EP. L'enregistrement a lieu le 30 décembre 2011 aux Estudios La Bestia Bebé, les pistes sont mixées par Tom Quintans et masterisées par José María D'Agostino au studio Moloko Vellocet. L'album alternatif sort en février 2012 en version numérique sur Internet.

« C'est tout à fait par hasard que nous avons eu l'opportunité de rejoindre Laptra. Ensuite, plusieurs concerts ont eu lieu et ont fait naître le besoin de sortir quelque chose. Comme nous n'avions commencé à jouer que depuis quelques mois, l'idée n'avait même pas été envisagée jusque-là. Nous avons enregistré quelques chansons dans un home studio sans être sûrs de ce qu'elles allaient donner, et nous avons fini par les sortir sous la forme d'un EP. Elles ont reçu un accueil bien plus important que ce que nous aurions pu imaginer, compte tenu du fait qu'elles ont été produites de manière plutôt précipitée et non planifiée. »

Le 14 juillet 2014, leur premier album studio au titre éponyme sort. Il contient leurs chansons les plus récentes et quelques chansons déjà sorties. Le 6 décembre 2016, ils sortent le single Ni una canción. Ils sont confirmés sur le line-up du Coachella Festival 2017.
Ils sont confirmés à l'affiche du festival Coachella 2017,. Ils se produisent le deuxième jour du festival, lors de la soirée dont la tête d'affiche était Lady Gaga et à laquelle participaient Bon Iver, Future, Local Natives et Car Seat Headrest. La même affiche est répétée le week-end suivant.
Le 18 avril 2018, ils présentent En invierno en avant-première de leur deuxième album Fuego artificial. Sorti sur toutes les plateformes numériques le 10 mai 2018, l'album de 13 titres marque une évolution du son du groupe.
Le 10 avril 2019, le clip de la sixième chanson de l'album La Paciencia, réalisé par Anabella Cartolano et Juana Pez, est publié, présentant plusieurs vidéos amateurs de leur tournée en Espagne. Le 16 avril 2019, l'album est nommé dans la catégorie « meilleur design de couverture » lors de la 21e édition des premios Gardel, bien qu'il n'ait finalement pas gagné. Le 1er juillet 2019, le départ de María Zamtlejfer est annoncé. Elle est remplacée par Angie Cases Bocci.
Le 6 novembre 2020, le groupe sort le single et le clip vidéo de la chanson Hice todo mal. Le 16 avril 2021, le groupe sort un nouveau single et un clip vidéo pour le morceau La nieve. En 2021, le groupe est nommé pour la 22e édition des Latin Grammy Awards, dans la catégorie « meilleur morceau de rock », pour le single Hice todo mal. En octobre 2024, les membres Micaela García, Nina Carrara, Pablo Kemper et la bassiste Angie Cases Bocci sont annoncés comme membres du groupe, laissant seulement Anabella Cartolano comme membre.

## Discographie

### Albums studio
- 2014 : Las Ligas Menores
- 2018 : Fuego Artificial

### EP
- 2012 : El disco suplente
- 2016 : Ni una canción

### Singles
- 2013 : Renault Fuego
- 2016 : Ni una canción
- 2018: En invierno
- 2019  : De la mano
- 2020 : Hice todo mal
- 2021 : La nieve
- 2022 : Vigilantes del Espejo
- 2023 : Piedra del Águila